# Anton Pomp
Anton Pomp (* 13. Juni 1888 in Aachen; † 19. Oktober 1953 ebenda) war ein deutscher Metallurg und Ordinarius der RWTH Aachen.

## Leben
Anton Pomp, der Sohn eines Sparkassendirektors, studierte von 1907 bis 1912 Eisenhüttenkunde an der TH Aachen. Nach seiner Diplomarbeit wurde er an dem gleichen Institut als Assistent von Fritz Wüst übernommen. Ab 1914 sammelte er einige Jahre lang praktische Erfahrungen in der freien Wirtschaft, zunächst bei der Firma Felten & Guilleaume Carlswerk AG in Köln. Zwischenzeitlich promovierte er im Jahr 1916 in Aachen bei Wüst mit dem Thema: „Einfluss der Wärmebehandlung auf die Kerbzähigkeit, Korngröße und Härte von kohlenstoffarmem Flusseisen“. Ab 1921 wechselte er als Betriebschef an das zur Hoesch AG gehörende Stahl- und Eisenwerk Döhner AG in Letmathe.
Im Jahre 1924 folgte er einen Ruf an das von seinem ehemaligen Lehrer Fritz Wüst gegründete und zunächst an die RWTH Aachen angeschlossene Kaiser-Wilhelm-Institut (KWI) für Eisenforschung, welches 1921 nach Düsseldorf verlegt und ab 1946 als Max-Planck-Institut für Eisenforschung geführt wurde. Hier wirkte er bis 1946 als Vorsteher und Abteilungsleiter der mechanischen und metallographischen Abteilung und wurde zwischenzeitlich ab dem Jahre 1929 als wissenschaftliches Mitglied des KWI für Eisenforschung übernommen. Zugleich nahm er auch ein Angebot der Bergakademie Clausthal wahr, an welcher er sich 1931 zunächst habilitierte und anschließend als Privatdozent für Walzwerkkunde und Eisenverarbeitung sowie ein Jahr später als Honorarprofessor lehrte.
Schließlich zog es Pomp im Jahr 1946 wieder zurück nach Aachen, wo er von der RWTH als Ordinarius für Verformungskunde der Metalle und als Direktor des Instituts für Bildsame Formgebung übernommen wurde. Hier lehrte und forschte er bis zu seinem Tode im Jahre 1953.
Pomp zeichnete sich als Autor von mehr als 140 wissenschaftlichen Publikationen aus, die größtenteils vom „Verlag Stahleisen“ herausgegeben wurden. Eine ausführliche Bibliographie ist im Katalog der DNB (s. GND-Eintrag) nachzulesen.

## Werke
- Kaltwalzbuch: Handbuch für die Herstellung der Eisen- u. Stahlbänder, A. Pomp und Martin Boerner, Halle : Boerner, 1931
- Stahldraht: Seine Herstellung u. Eigenschaften, Düsseldorf : Verl. Stahleisen, 1941